# Tifany Roux
Tifany Roux (* 29. September 1997 in Digne-les-Bains) ist eine französische Freestyle-Skiierin und ehemalige Skirennläuferin. Sie startet im Skicross. Als Skirennläuferin war sie auf die Disziplinen Super-G und Riesenslalom spezialisiert.

## Biografie
Im November 2014 begann Roux als 15-Jährige an FIS-Rennen teilzunehmen. Ihre beiden ersten Europacup-Einsätze folgten bereits einen Monat später und im Januar 2015 war sie Teilnehmerin des Europäischen Olympischen Winter-Jugendfestivals. Im Januar 2016 gelang ihr der erste Sieg in einem FIS-Rennen, und im Januar 2017 fuhr sie im Europacup erstmals in die Punkteränge. Sie nahm an den Juniorenweltmeisterschaften 2018 in Davos teil, wo der 13. Platz im Riesenslalom ihr bestes Ergebnis war. Während der Saison 2018/19 begann sie sich allmählich im Europacup zu etablieren. Ihr Debüt im Weltcup hatte sie am 24. Februar 2019 in Crans-Montana; dort fuhr sie in der Kombination auf Platz 24 und holte somit auf Anhieb Weltcuppunkte.
Auch in der Weltcupsaison 2019/20 war Roux vor allem in Kombinationswettbewerben erfolgreich, als sie sich mit den Plätzen 15 und 16 erneut nahe der Weltspitze behaupten konnte. Gute Ergebnisse in den Kerndisziplinen ließen jedoch weiterhin auf sich warten. Dies gelang ihr dann im Januar 2021 mit Platz 16 im Super-G von Crans-Montana. Im Winter 20121/22 startete sie überwiegend im Europacup, während sie im Weltcup nur einmal in die Punkteränge fuhr.
Am 30. Mai 2024 gab Roux bekannt in Zukunft im Skicross starten zu wollen. Sie begründete diesen Schritt mit mangelnden Erfolgsaussichten als Skirennläuferin.

## Erfolge

### Ski Alpin

#### Weltmeisterschaften
- Cortina d’Ampezzo 2021: 34. Super-G

#### Weltcup
- 3 Platzierungen unter den besten 20

#### Weltcupwertungen
| Saison  | Gesamt | Gesamt | Super-G | Super-G | Kombination | Kombination |
| Saison  | Platz  | Punkte | Platz   | Punkte  | Platz       | Punkte      |
| ------- | ------ | ------ | ------- | ------- | ----------- | ----------- |
| 2018/19 | 124.   | 7      | –       | –       | 24.         | 7           |
| 2019/20 | 89.    | 31     | –       | –       | 16.         | 31          |
| 2020/21 | 102.   | 15     | 42.     | 15      | –           | –           |
| 2021/22 | 118.   | 6      | 51.     | 6       | –           | –           |

#### Europacup
- Saison 2023/24: 5. Super-G-Wertung
- 11 Platzierungen unter den besten zehn, davon 1 Sieg:

| Datum         | Ort       | Land     | Disziplin |
| ------------- | --------- | -------- | --------- |
| 22. März 2024 | Kvitfjell | Norwegen | Super-G   |

#### Juniorenweltmeisterschaft
- Davos 2018: 13. Riesenslalom, 17. Alpine Kombination

#### Weitere Erfolge
- Europäisches Olympisches Winter-Jugendfestival 2015: 9. Riesenslalom, 14. Slalom
- 6 Siege in FIS-Rennen